# Lukréciusz
A Lukréciusz etruszk eredetű latin férfinév. A jelentése nyereség. Eredeti alakja: Lucretius. Női párja: Lukrécia.

## Gyakorisága
Az 1990-es és a 2000-es években nem volt anyakönyvezhető.

## Névnapok
- március 15.
- július 9.
- június 7.
- november 23.

## Híres Lukréciuszok
- Titus Lucretius Carus római költő és filozófus
- Spurius Lucretius Tricipitinus a római köztársaság második consulja